# 葵興駅
葵興駅（きこうえき）は香港新界葵青区にある香港鉄路有限公司（港鉄（MTR））荃湾線の駅である。公営住宅葵興邨の隣に位置するので、葵興駅という駅名がつけられた。

## 駅構造
- 相対式ホーム2面2線の高架駅。ホームドア設置駅。

### 駅階層
| R | テラス／ 駐車場 | 新葵興花園テラス                                                              |
| P | 出口            | E出口、歩道橋                                                                 |
| P | 相対式ホーム    |                                                                               |
| P | ❷番線           | ■荃湾線中環方面→                                                              |
| P | ❶番線           | ←■荃湾線荃湾方面                                                              |
| P | 相対式ホーム    |                                                                               |
| C | コンコース      | 出口、サービスセンター、駅商店、自動サービス、 、公共交通機関インターチェンジ |

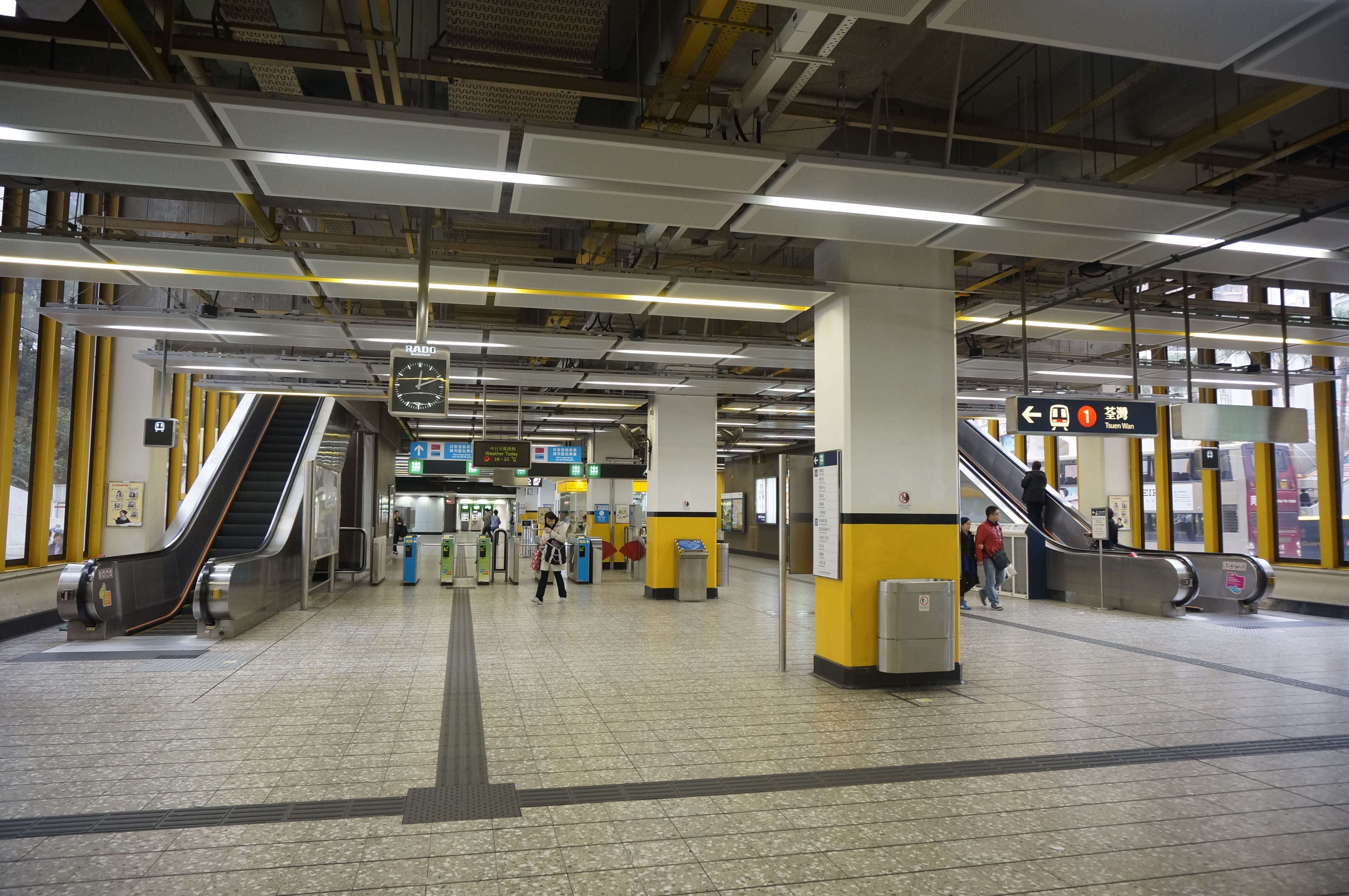
コンコース
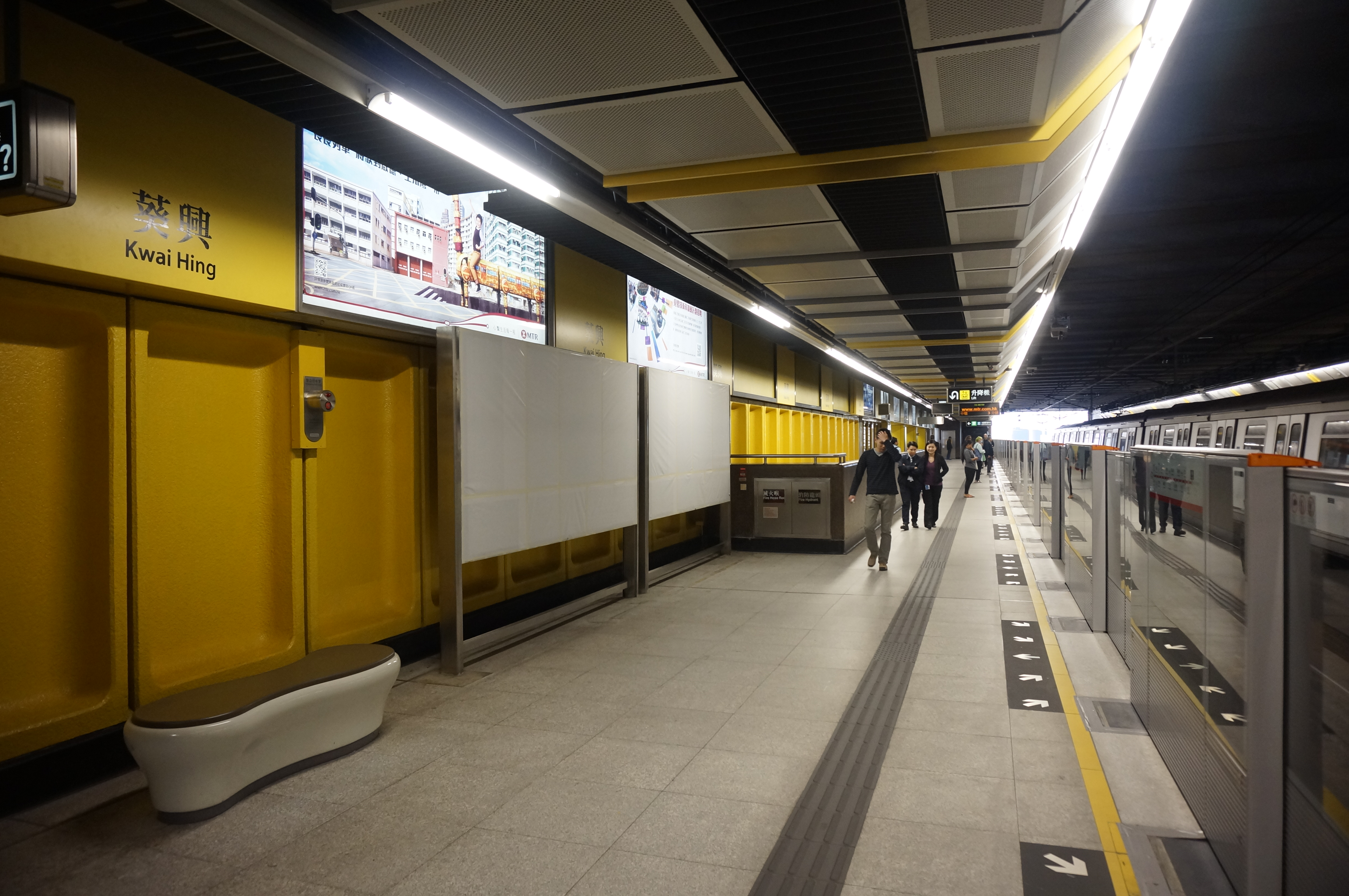
ホーム
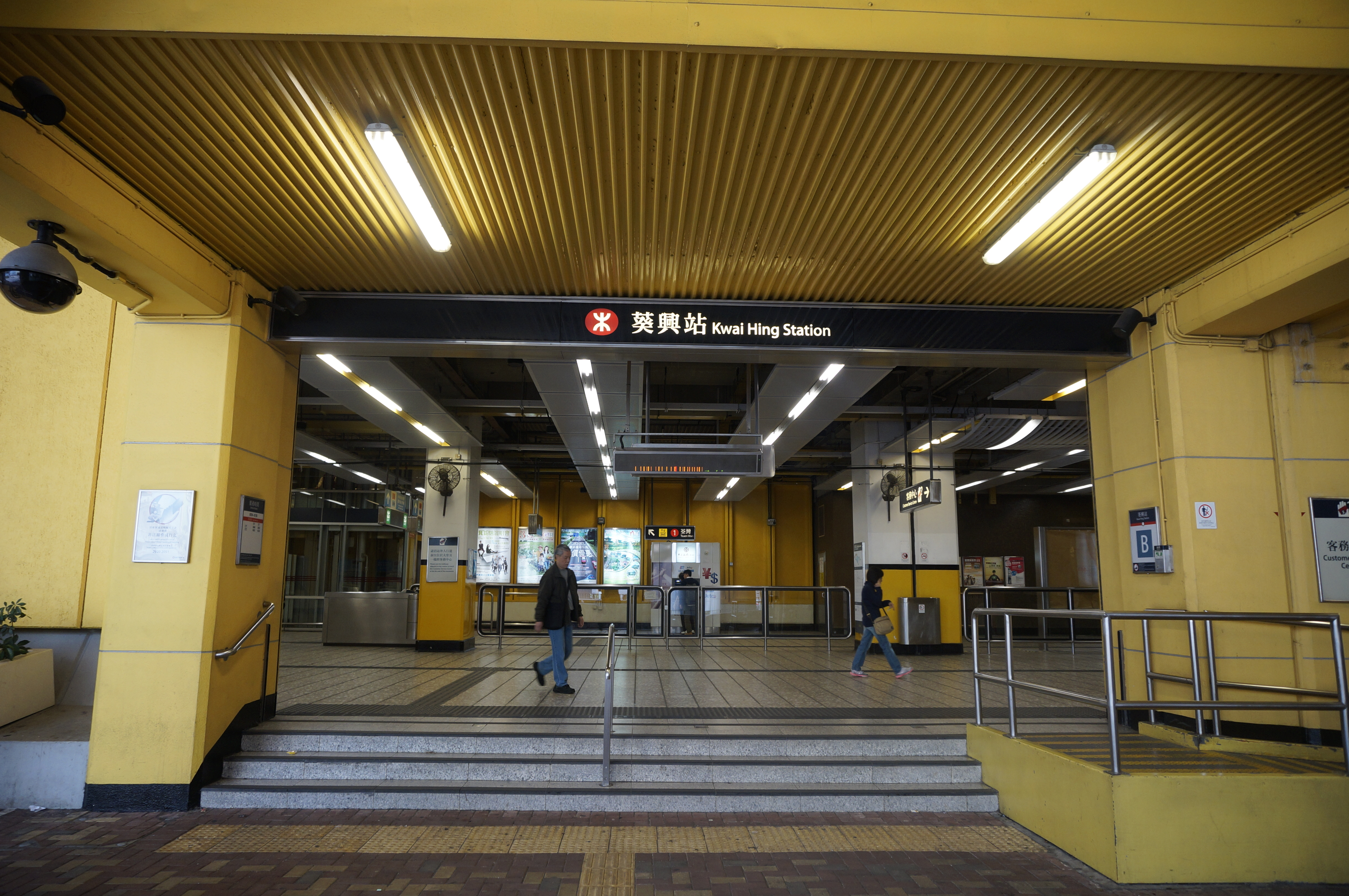
B出口
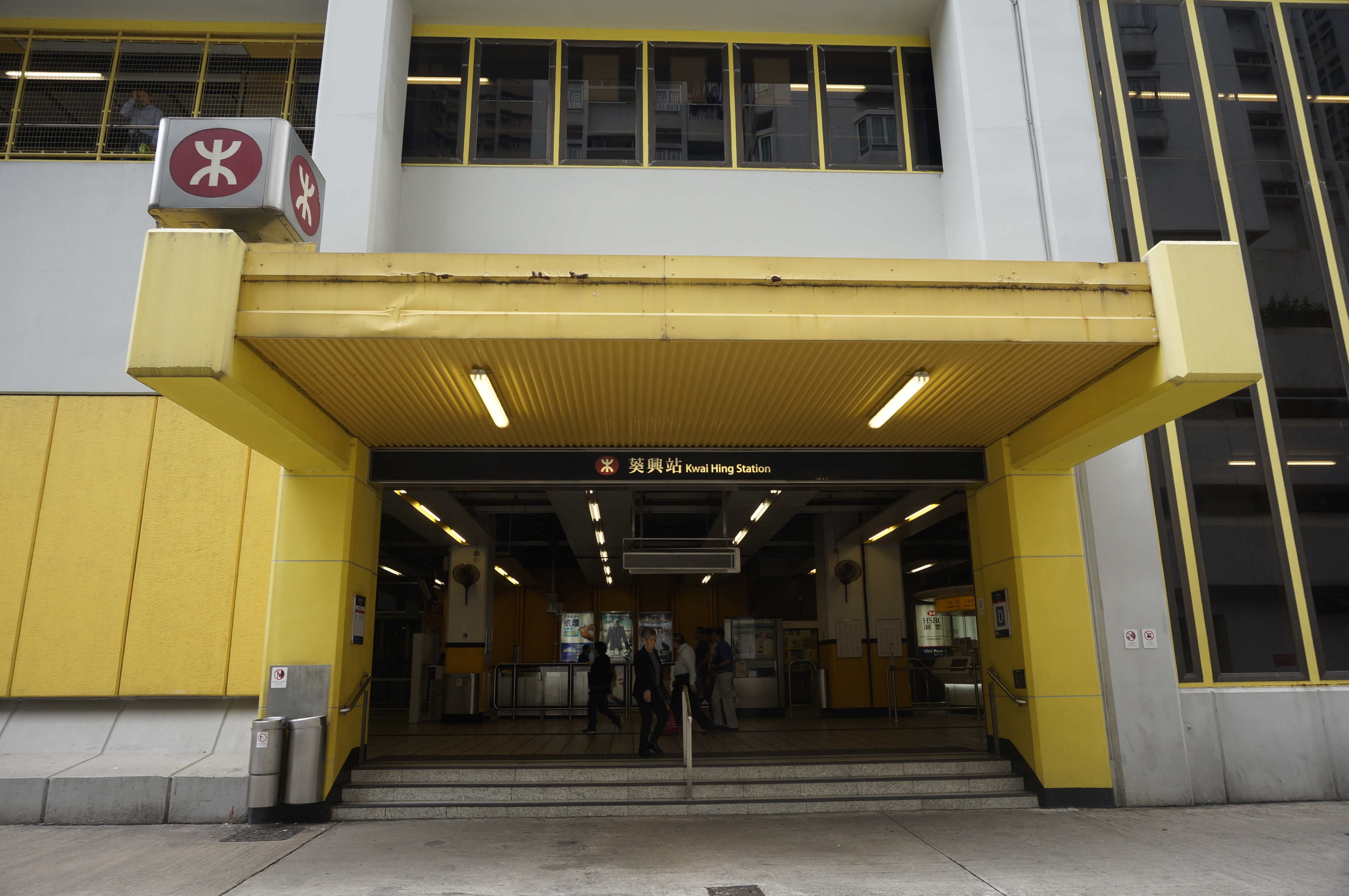
D出口
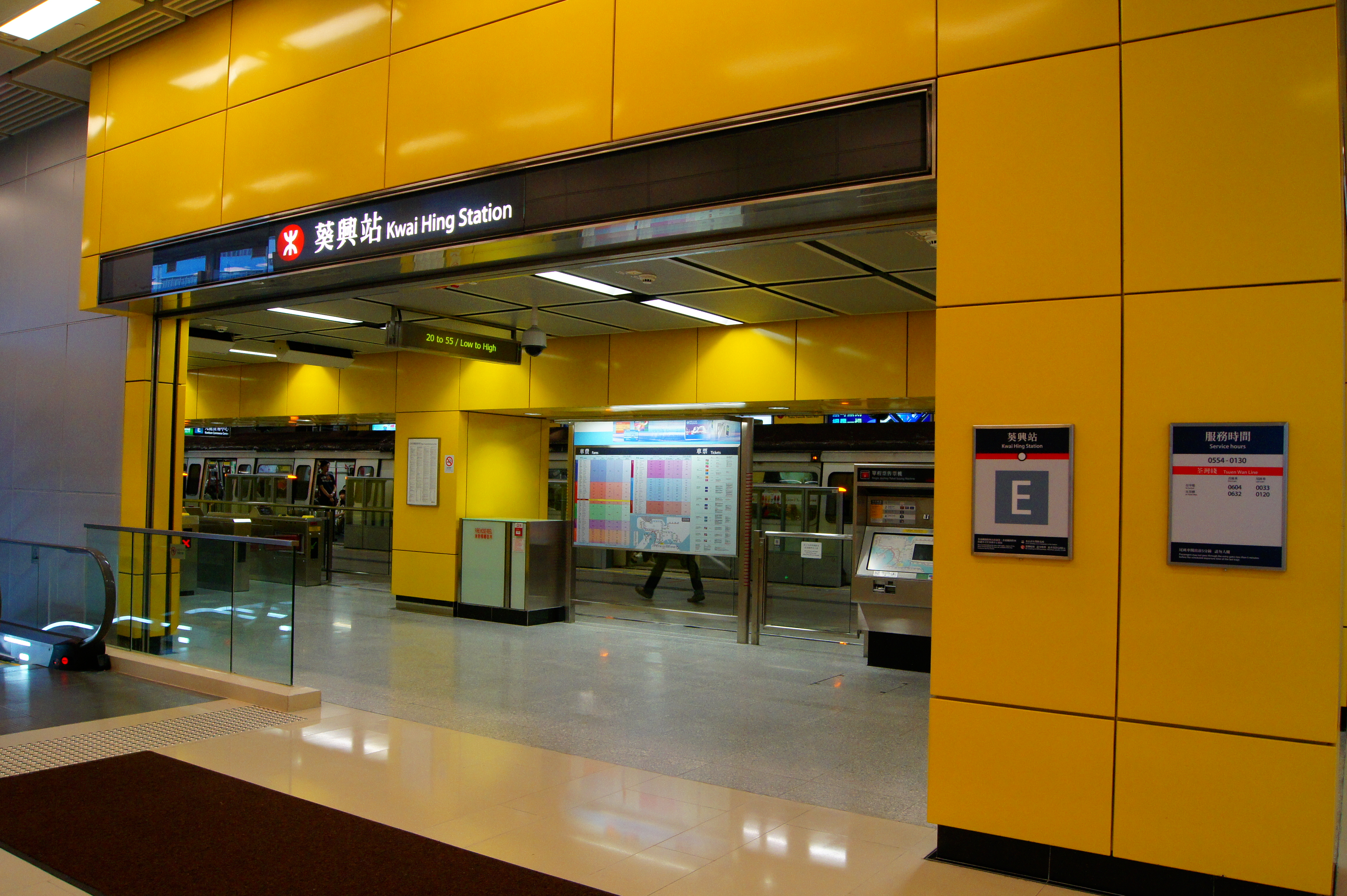
E出口
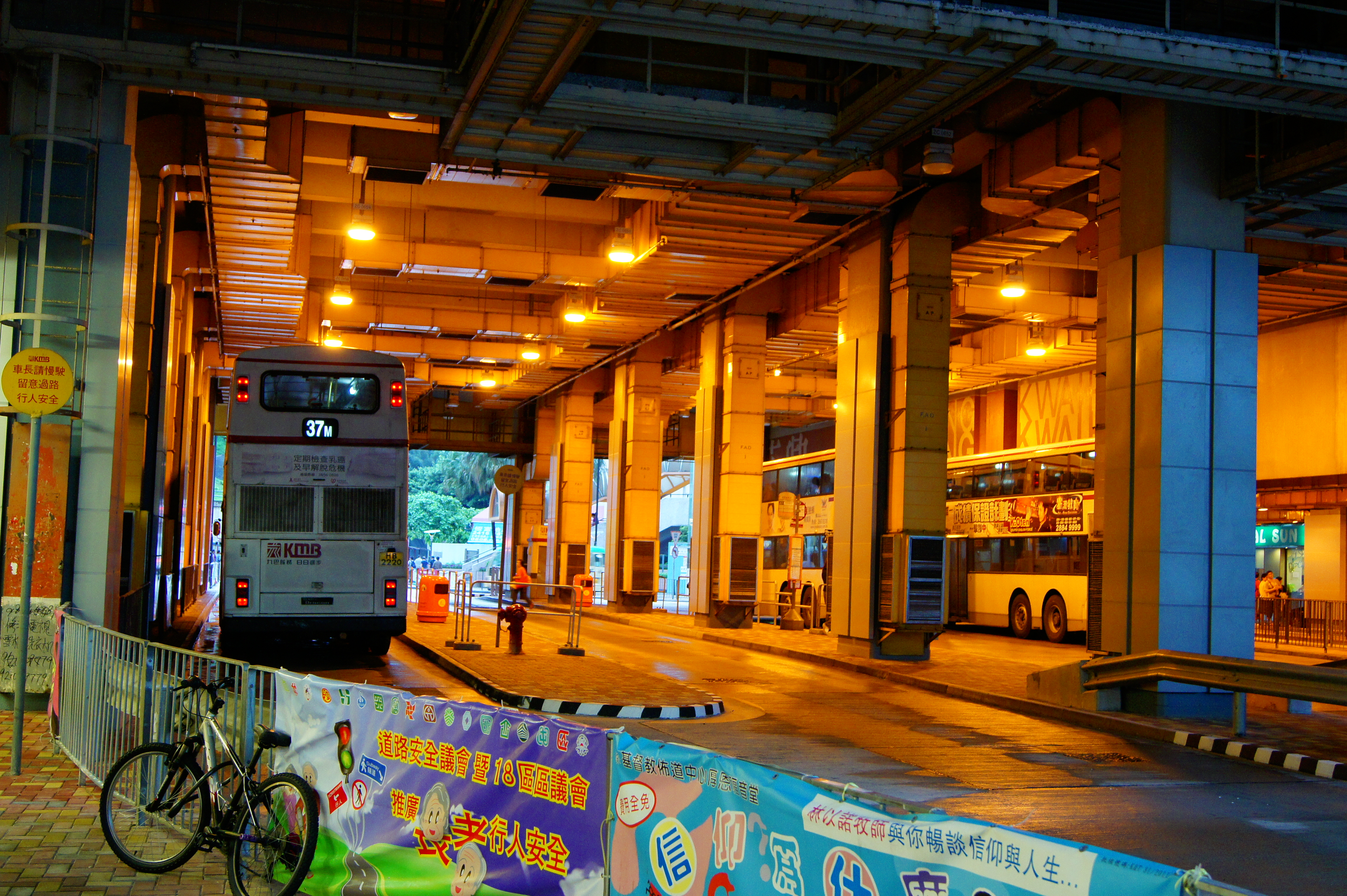
葵興駅公共運輸交匯處
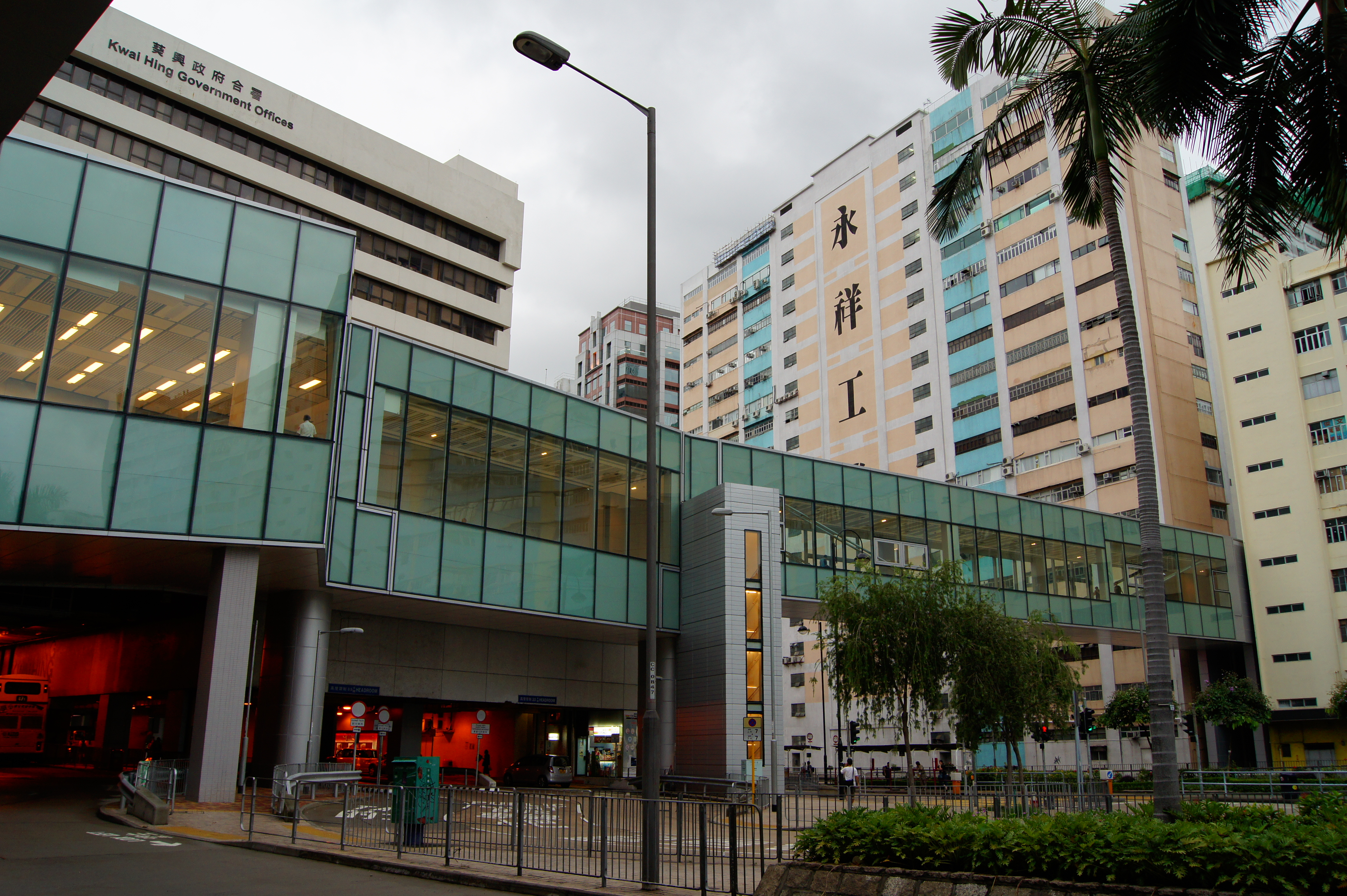
九龍貿易中心を結ぶ歩道橋

### コンコース
駅商店・自動サービス
- 駅商店
  - サークルK
  - 美心西餅
  - 鴻福堂 - 自家湯涼茶坊
  - セブン-イレブン
  - 恒生銀行
- 自動サービス
  - 恒生銀行現金自動預け払い機
  - 中国銀行（香港）現金自動預け払い機
  - 香港郵政郵便箱

### 駅出口
| 出口番号                                                          | 出口表示       | 目的地                                                                                   |
| ----------------------------------------------------------------- | -------------- | ---------------------------------------------------------------------------------------- |
| 駅コンコース（G）                                                 |                |                                                                                          |
| 出口 · A                                                          | 葵興邨         | 葵涌中心、葵俊苑、葵涌道、葵興邨、葵興路、工業街、光輝囲、紅A中心、新葵興広場、大連排道  |
| 出口 · B                                                          | バスターミナル | バスターミナル、政府合署、專線ミニバス停                                                 |
| 出口 · C                                                          | 葵康苑         | 扶康会葵興中心、興芳路、香港專業教育学院葵涌分校、葵康苑、葵盛囲、葵盛東邨、林士徳体育館 |
| 出口 · D                                                          | 新葵興花園     | 建造業訓練中心、信義会天恩堂、葵涌邨、葵合街、葵聯路、葵盛圍、新葵興花園、大窩口道       |
| 2番線－荃湾線中環方面ホーム（P）                                  |                |                                                                                          |
| 出口 · E                                                          | 九龍貿易中心   | バスターミナル、政府合署、專綫小巴站、興芳路、九龍貿易中心、葵昌路、新葵興広場           |
| 注： 斜路付き \| 視覚障害者誘導用ブロック付き \| エレベーター付き |                |                                                                                          |

## 接続交通一覧

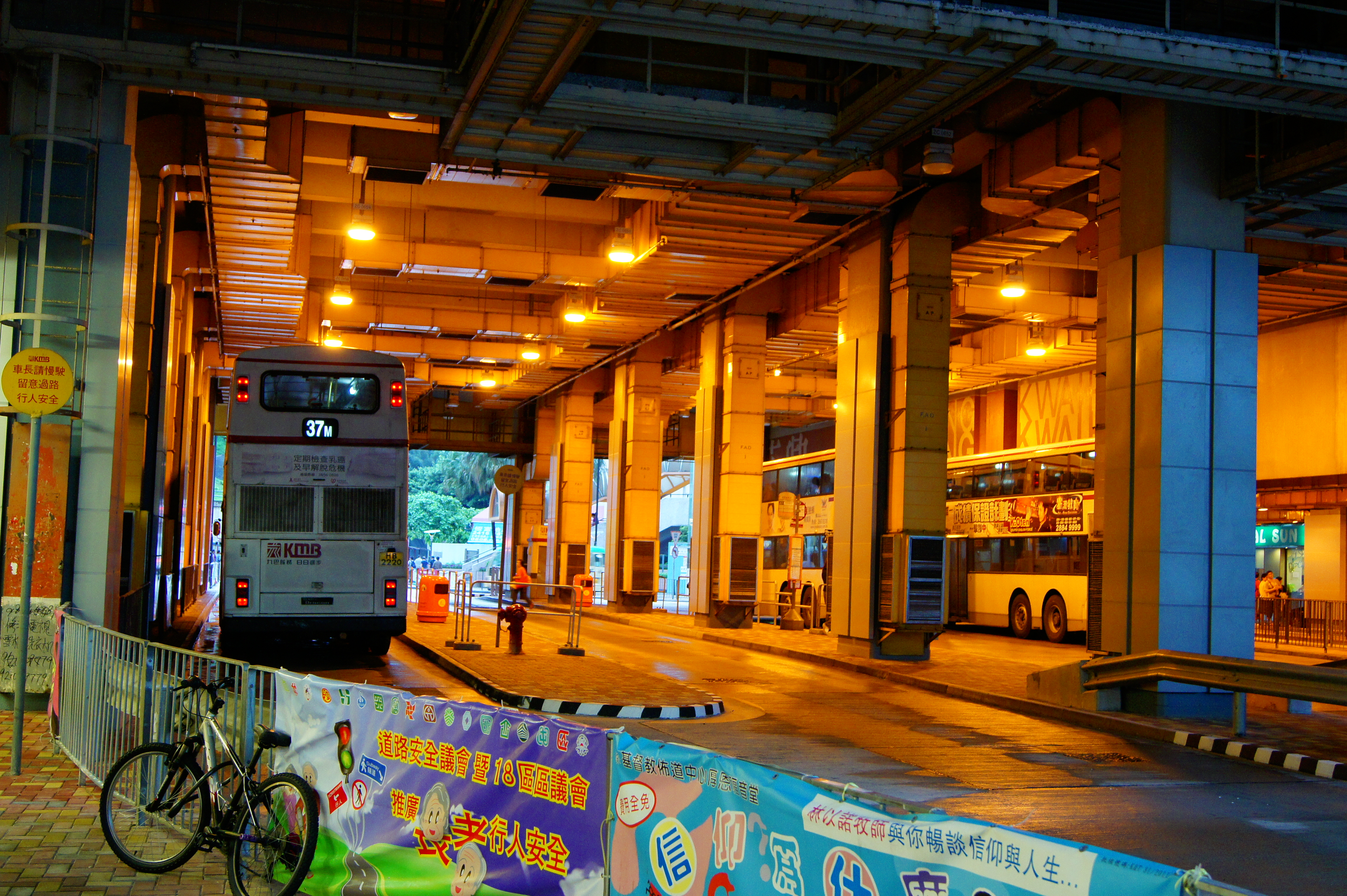
葵興駅公共運輸交匯處

バス
專線ミニバス
Template:新界專線ミニバス列表

## 歴史
- 1982年5月10日—開業。

## 隣の駅
香港鉄路
■荃湾線
葵芳駅 - 葵興駅 - 大窩口駅